# انتقال دوراني

انتقال دوراني يميني بمقدار بت واحد

انتقال دوراني يساري بمقدار بت واحد

الانتقال الدوراني في الرياضيات لعناصر زمرة بحيث يصبح آخر عنصر مكان أول عنصر وتنقل جميع العناصر، أو يصبح العنصر الأول مكان العنصر الأخير وتنقل جميع العناصر. بمعنى آخر النقل بشكل دوراني دون تغيير ترتيب العناصر التسلسلي ضمن الزمرة (عدا العنصر الأول والأخير). على سبيل المثال، الانتقال الدوراني لعناصر الزمرة (a, b, c) يعطي ما يلي:
- (a, b, c) (مطابقة للأصل)
- (c, a, b)
- (b, c, a)

في علوم الحاسب، الانتقال الدوراني هو عملية تنقل بتات المعلومات بشكل مرتب دورانياً. على خلاف الانتقال الحسابي، فإن الانتقال الدوراني لا يحافظ على بت إشارة العدد أو يميز أس العدد من الفاصلة العشرية. وعلى خلاف الانتقال المنطقي، لا يتم ملئ البت الفارغ بالعدد صفر ولكن يملأ بالعدد الذي يأتي في ترتيب النقل.
يستخدم الانتقال الدوراني عادة في تطبيقات علم التعمية لتقنية بسيطة لتشفير سلسلة من البتات.